# Monte Melkonian
Monte (pronunciado Monté) Melkonian (en armenio: Մոնթե Մելքոնյան) fue un héroe de guerra armenio-estadounidense que nació el 25 de noviembre de 1957 y murió el 12 de junio de 1993. Se destacó como uno de los mejores comandantes militares del Ejército de la autoproclamada República de Nagorno-Karabaj, ayudando en su defensa territorial y culminando con éxito sus distintas misiones. Su muerte es aún un misterio, dadas las circunstancias que la rodean.

## Biografía

### Primeros años
Monte Melkonian nació en 1957 en la localidad de Visalia (California), en los Estados Unidos, donde reside una parte importante de la diáspora armenia. En 1969 se traslada con su familia a España, donde tomaría clases del idioma junto a su hermano y, según éste, fue donde empezó a tomar conciencia de su identidad armenia - frecuentemente silenciada o pasada por alto por sus padres. Después de terminar la escuela, la familia Melkonian realiza un viaje a Turquía para conocer la Armenia Occidental, bajo control turco desde 1921. Luego visitan otros lugares donde la diáspora armenia es numerosa, como Líbano - país en el que Monte conocería a su futura esposa. Allí, Monte Melkonian tiene sus primeros contactos con el mundo político e insurgente. Finalmente vuelve a EE. UU. junto a sus padres. Ya allí, Melkonian comienza a estudiar Universidad de Berkeley. En el claustro se dedicó a estudiar para obtener titulación en las carreras profesionales de Arqueología e Historia Antigua de Asia.
Termina con honores sus estudios de posgrado en Kobe, Japón. En 1975 es destinado a dar clases para las escuelas de la diáspora armenia en Irán y Líbano. Melkonian hablaba 8 idiomas y tenía un Doctorado en Historia. Participó activamente en la Revolución islámica de 1979 que tuvo lugar en Irán, por la que fue derrocado el Sha de Persia.
A finales de la década de 1970 y principios de la de 1980, Melkonian participó activamente en la Guerra Civil Libanesa, apoyando al bando del Movimiento Nacional Libanés. En 1979 conoció a Seta, una libanesa de origen armenio con la que se casó en 1991.
Ya en 1982, durante la invasión israelí del Líbano luchó también, esta vez en contra de las tropas israelíes, y en la primavera de 1980 entra a formar parte del Ejército Secreto Armenio para la Liberación de Armenia (ASALA). Melkonian tomó los mandos del grupo insurgente y organizó la Operación "Van". 
El 24 de septiembre de 1981, junto a varios militantes del ASALA, secuestraron la embajada de Turquía en París. También organizó varios actos terroristas contra diplomáticos turcos. Tras un atentado en Orly, en el que murieron varios ciudadanos franceses - según el ASALA, por error - Melkonian tuvo desavenencias con los miembros que eran partidarios de Hagop Hagopian, fundador del grupo.
Tras esto, Melkonian fundó el ASALA-Movimiento Popular, una nueva facción del ASALA. En 1981 fue detenido y acusado del asesinato del cónsul de Turquía en Roma. El ASALA cometió 15 atentados durante su juicio y después de un mes Melkonian fue absuelto. En noviembre de 1985 es nuevamente detenido en Francia, acusado de entrada ilegal en el país, posesión ilegal de armas y falsificación de documentos. Es condenado a 6 años de cárcel en la Prisión de Poissy, cerca de París, pero sale en libertad tras 3 y medio.
En 1989 es puesto en libertad y, al enterarse del conflicto que se estaba gestando en el Alto Karabaj, trata de entrar en la entonces República Socialista Soviética de Armenia, lográndolo en 1990. En 1991, cuando empiezan los primeros enfrentamientos armados entre armenios y azeríes, Melkonian se incorpora a las milicias armenias que se estaban pertrechando.

### Como militar en Nagorno Karabaj

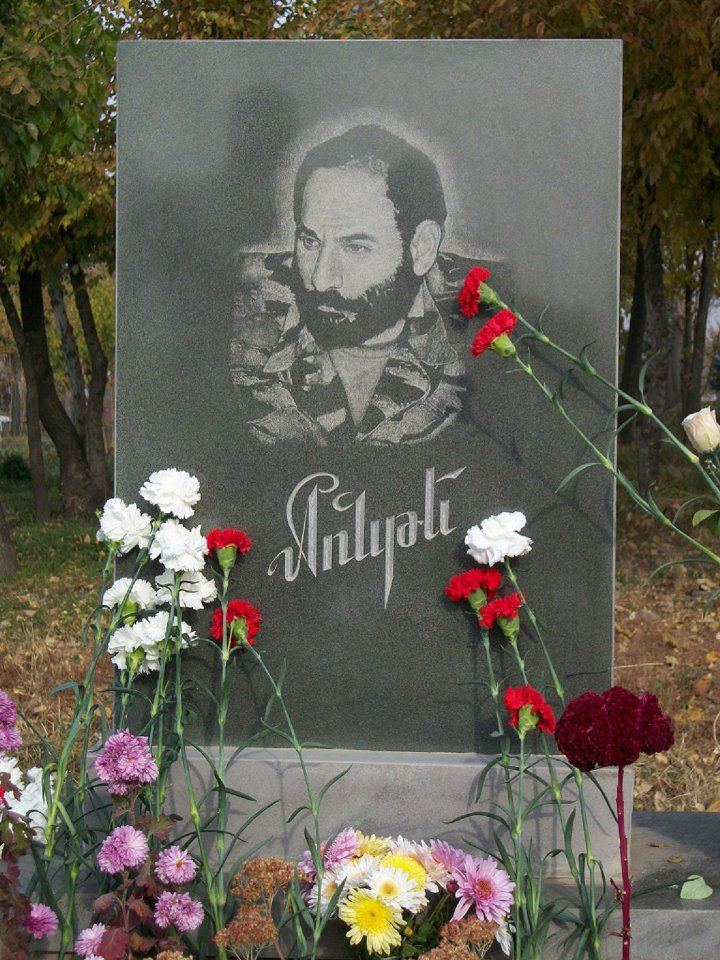
Grabado de Monte Melkonian en su tumba de Ereván, capital de Armenia.

Como militar de gran experiencia en combate, se convirtió en Comandante de las Fuerzas de Defensa de Nagorno-Karabaj. Se convierte inicialmente en el jefe del cuartel de Cornidzor, y más tarde se dirige a la provincia de Martuni. En el verano de 1992, el periodo más difícil para los armenios durante la Guerra de Nagorno Karabaj, se debe enfrentar a las tropas azeríes, que eran superiores en casi todo, pues ahora tienen armamento, infraestructuras y un Ejército propio, a diferencia de los armenios residentes en Nagorno Karabaj, que dependen de la diáspora para obtener lo necesario para su defensa. Allí les atacan por todos los frentes, por lo que temen lo peor: perder la guerra y además tener que afrontar un posible genocidio contra la población armenia de Nagorno Karabaj.
Los azeríes estaban empeñados en recuperar Machkalashen, considerada la puerta sur de la región, y después querían proseguir hasta llegar a Shushí, una de las más antiguas ciudades de la Gran Armenia. Allí, el Ejército azerí se encuentra con el batallón de Monte Melkonian, tras lo que les obliga a rendirse al acabar sus efectivos, confiscándoles grandes cantidades de armamento. Toda agresión en la parte sur de Nagorno Karabaj fue aplastada por Melkonian y los hombres bajo su mando.
Después, se dirige a Martuni para participar en la defensa de la región. Durante un año entero siguió luchando activamente en la defensa de esta importante zona de la región.
Melkonian luchó prácticamete en todo Nagorno Karabaj, así como en todos los frentes contra las tropas azeríes. Se ganó dentro de éstas la fama de "militar destacado" y obtuvo un gran respeto de parte de la población armenia víctima de los desmanas de las tropas azeríes.

### Muerte
Melkonian murió el 12 de junio de 1993 en un pueblo de Azerbaiyán (fuera de la zona disputada) llamado Mərzili en extrañas circunstancias. Oficialmente se asume que el impacto de un misil, lanzado desde un vehículo militar azerí, fue lo que le acabó su vida.
Según la información oficialmente dada por las fuerzas armadas de Azerbaiyán, Monte Melkonian fue asesinado por un combatiente azerí llamado Ibad Huseynov, en el curso de unas acciones no planeadas. Melkonian ha sido condecorado con los más altos galardones otorgados por el pueblo de Armenia y la República de Alto Karabaj. Asimismo, en Armenia se le considera un héroe nacional. La región donde murió Melkonian ahora se llama Monteaberd (fuerte de Monte) en su memoria. Hay calles y escuelas por toda Armenia que llevan su nombre, así como también hay un Fondo de Beneficencia a su nombre y memoria.
Tras su muerte se organizó un funeral de Estado en la Plaza de la República de Ereván, la capital de Armenia. Asistieron más de 20.000 personas - además de los propios armenios - provenientes de la diáspora armenia en países como Rusia, Líbano, Irán, Turquía, Grecia, Chipre, Francia, Alemania o los Estados Unidos. Sus restos reposan en el Cementerio Militar de Yerablur, en Ereván.

## Ideología y creencias

### Política

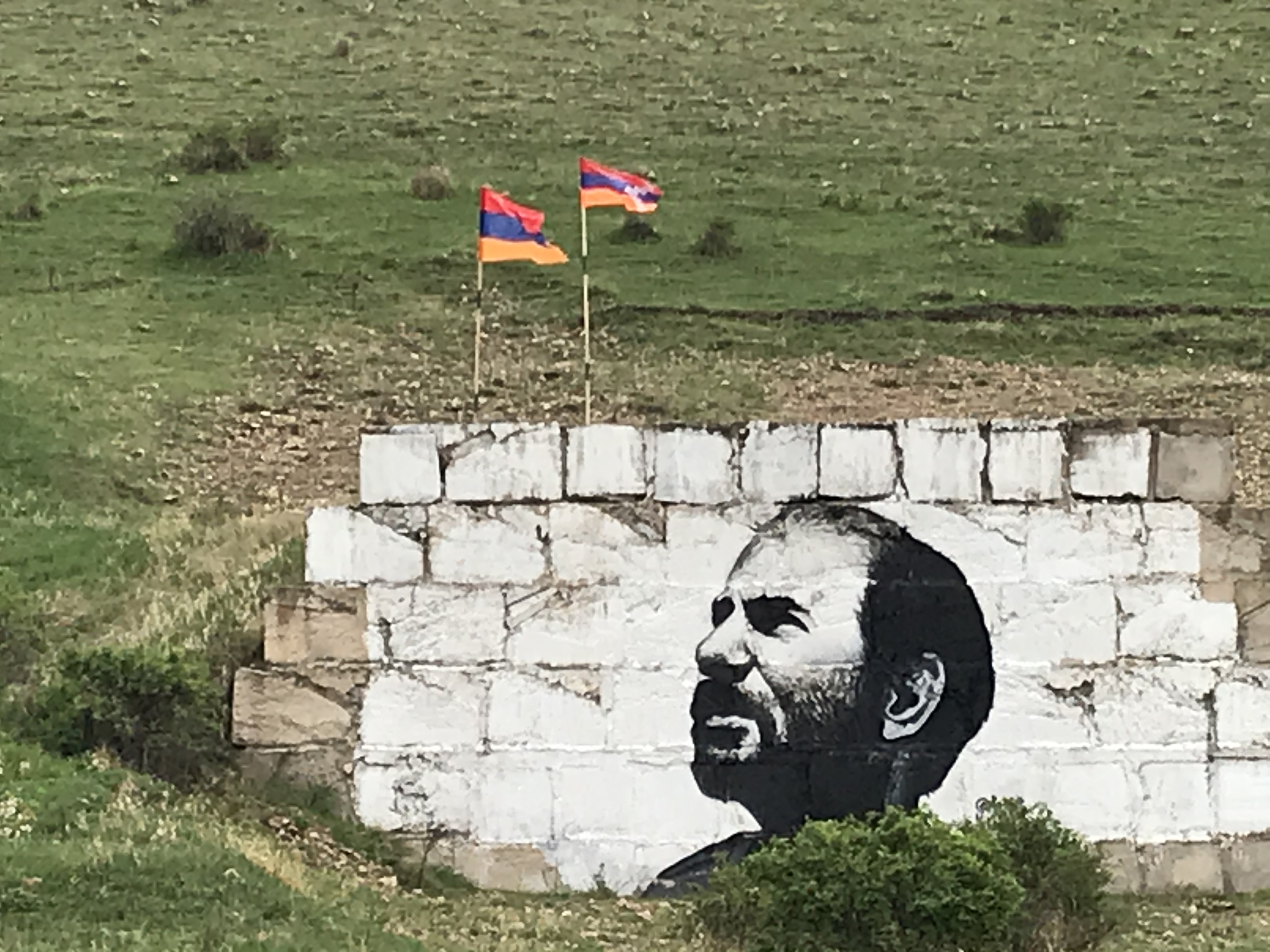
Mural en honor a Monte Melkonian situado en la autopista M4, flanqueado por las banderas de Armenia y la República de Artsaj.

Melkonian era un nacionalista armenio y un socialista revolucionario. A lo largo de su vida simpatizó con el marxismo-leninismo, ideología de ASALA. Vorbach escribió en 1994 que sus escritos "lo delatan como un nacionalista armenio y un socialista comprometido de la variedad marxista-leninista". De acuerdo a su hermano él "no siempre fue comunista, pero en lo que nunca se convirtió es en ex-comunista". Melkonian esperaba que la Unión Soviética se "reformase, se democratizase y promoviese las libertades individuales" y no perdió la esperanza en la Armenia soviética hasta que el final de la etapa soviética parecía inevitable. Philip Marsden escribió que su trayectoria "revelaba el profundo cambio en la ideología radical - del marxismo revolucionario al nacionalismo". Marsden añadió que en la década de 1980 su ideología entró en conflicto con un creciente nacionalismo: "Con una gran dificultad, trasladó la cuestión de Armenia al contexto de la ortodoxia izquierdista, creyendo por ejemplo que la independencia de Armenia respecto a la URSS sería un terrible error". En la década de 1980 apoyaba una conquista soviética de las zonas de Turquía antiguamente habitadas por armenios y su unificación con la RSS de Armenia. Con todo, apoyaba con más fervor la idea de que "la vía más directa... para conseguir el derecho a vivir en Armenia Occidental es participando en la lucha revolucionaria en Turquía" y considerando la opción de la autodeterminación de los armenios dentro de un Estado revolucionario turco o incluso kurdo. En la misma década, mientras se encontraba encarcelado en una prisión francesa, hizo un llamamiento a la creación de una fuerza guerrillera en el este de Turquía que uniese a rebeldes del Kurdistán, izquierdistas turcos y revolucionarios armenios. Vorbach resumió sus visiones sobre Turquía: "Era una personalidad revolucionaria motivada por la visión del derrocamiento del liderazgo 'chovinista' en Turquía y el establecimiento de un gobierno socialista revolucionario (fuese turco, kurdo, armenio o armenio soviético) bajo el cual los armenios pudieran vivir libremente en su patria ancestral, que incluye áreas en la actual Turquía".
A principios de 1990 comenzó a ver el Alto Karabaj como una "causa sagrada". Se le cita diciendo: "Si perdemos Karabaj, estaremos cerrando la última página de la historia de nuestro pueblo".
Monte también fue un internacionalista. En un artículo titulado "Imperialismo en el Nuevo Orden Mundial" declaró su apoyo a los movimientos socialistas y anticolonialistas en Palestina, Sudáfrica, América Central y otros lugares. También teorizó sobre el ambientalismo desde una perspectiva anticapitalista. De acuerdo a un autor sus visiones económicas se vieron influenciadas por el economista marxista armenio, afincado en Beirut, Alexander Yenikomshian.
La hermana de Monte, Maile Melkonian, escribió en respuesta al artículo de David Rieff en la revista Foreign Affairs en 1997 que Melkonian nunca estuvo asociado con ni fue un simpatizante de la ideología de la Federación Revolucionaria Armenia (Dashnak).

### Religión
Monte Melkonian era cristiano apostólico armenio y se casó con su esposa Seta Melkonian en una iglesia de Armenia.

### Consumo de sustancias
Raymond Bonner escribió que se dice que Monte decidió llevar una vida ejemplar absteniéndose de consumir alcohol y fumar. Era ampliamente conocido que Monte prohibía consumir alcohol a sus soldados. También estableció una política de recolectar una tasa a cambio de vino de Martuni, en forma de gasolina y munición para sus tropas. Se reportó también que ordenaba quemar los campos y plantaciones de cannabis que sus tropas encontraban en Nagorno Karabaj.

## Vida personal
Monte Melkonian se casó con su novia de juventud Seta Kebranian en el monasterio Geghard en Armenia en agosto de 1991. Originaria de la numerosa diáspora armenia de Líbano, conoció a Monte en la década de 1970 en dicho país. En una entrevista realizada en 1993, Monte dijo que no tenía tiempo para empezar una familia. Dijo: "Nos asentaremos cuando la lucha del pueblo armenio se acabe".
En 2013 su esposa Seta, ahora activista y conferenciante, reside en Anchorage (Alaska, Estados Unidos) con su actual marido Joel Condon, profesor de Arquitectura en la Universidad de Alaska Anchorage.